# Championnat d'Allemagne de football de troisième division
 (août 2024).
Si vous disposez d'ouvrages ou d'articles de référence ou si vous connaissez des sites web de qualité traitant du thème abordé ici, merci de compléter l'article en donnant les références utiles à sa vérifiabilité et en les liant à la section « Notes et références ».

Répartition des équipes lors de la création de la 3. Liga à la fin de la saison 2007-2008

La 3. Liga (abréviation en allemand de dritte Liga, en français troisième ligue) est une compétition professionnelle allemande de football, créée en 2008, qui constitue le troisième et dernier échelon professionnel et national du football allemand,. Elle se déroule annuellement sous la forme d'un championnat réunissant vingt clubs qui se rencontrent en matches aller-retour lors de saisons de trente-huit journées étalées entre août et mai de l'année suivante.
Lors de la première saison de 3. Liga en 2008-2009, elle réunit les quatre derniers de la saison 2007-2008 de 2. Bundesliga, ainsi que les clubs classés de la troisième à la dixième place des Regionalligen Nord et Sud lors de cette même saison.

## Histoire
Avant 2008, le football allemand ne connait pas de troisième niveau en qualité de série nationale. À partir de 1974, en même temps que la 2. Bundesliga est créé pour la première fois avec l'Oberliga un troisième échelon hors des fédérations régionales, reprenant ainsi l'appellation portée par les plus hautes séries entre 1947 et 1963. De 1974 à 1978, elle n'est composée que de deux groupes régionaux, à savoir l'Oberliga Nord et l'Oberliga Berlin, rejoints, à partir de 1978, par six autres groupes régionaux.
En 1994, quatre ans après la réunification, le troisième échelon prend l'appellation Regionalliga, tandis que les Oberligen deviennent le quatrième échelon. À la fin de la saison 2007-2008, la DFB crée la 3. Liga, reléguant la Regionalliga au quatrième échelon et les Oberligen au cinquième échelon de la hiérarchie du football allemand.
En janvier 2006, des discussions sont initiées sur la réorganisation des ligues amateurs et la création d'une 3. Bundesliga à groupe unique. L'objectif de la réforme était de créer une plus grande densité de performance pour les niveaux inférieurs de la 2. Bundesliga avec de meilleures opportunités de soutien et de développement pour les joueurs talentueux,. En résulterait également une meilleure commercialisation de la 3e division. En septembre 2006, le débat fait rage au bureau de la DFB autour de la participation ou non des équipes réserves des clubs de Bundesliga et de 2. Bundesliga Après un refus initial de la participation de ces équipes dans la 3e division nouvellement créée en raison de distorsions de concurrence et d'un faible nombre de spectateurs, plusieurs clubs de Bundesliga ont exigé la suspension de ces restriction. Finalement, un compromis a été trouvé, stipulant qu'initialement, seules quatre équipes réserves seraient autorisées à jouer lors de la saison inaugurale de 3. Liga. L'introduction de la 3. Liga est officialisée le 8 septembre 2006. Les quatre équipes reléguées de 2. Bundesliga 2007-2008 ainsi que les équipes classées entre la 3e et la 10e place des deux groupes de Regionalliga 2007-2008. La compétition est organisée par la DFB. Étant donné que la DFL (en) organise la Bundesliga et la 2. Bundesliga, cette nouvelle compétition ne portera pas le nom de 3. Bundesliga. Le logo de la 3. Liga est présenté au public le 10 avril 2008 par la DFB.

## Formule de la compétition
Les deux premiers du classement final sont promus en 2. Bundesliga et sont remplacés par les deux derniers de cette même division. Un match de barrage aller-retour oppose le troisième du classement final au seizième de la 2. Bundesliga, qualifiant le vainqueur en 2. Bundesliga et le perdant en 3. Liga. Les trois premiers et le quatrième se qualifient également pour le premier tour de la DFB-Pokal de la saison suivante.
Jusqu'à la saison 2017-2018, les trois derniers sont relégués en Regionalliga et rejoignent le groupe régional correspondant à leur fédération et à leur Bundesland d'origine. Jusqu'à la saison 2011-2012 ils sont remplacés par les trois champions de groupe de Regionalliga (Nord, Ouest, Sud). Depuis le passage de la Regionalliga à un format à cinq groupes (Nord, Nord-Est, Ouest, Sud-Ouest, Bavière), ils sont remplacés par les trois vainqueurs du tour final de Regionalliga, auquel participent les premiers de chacune des cinq groupes régionaux ainsi que le deuxième de la Regionalliga Sud-Ouest.
À partir de la saison 2018-2019, les quatre derniers sont relégués en Regionalliga, et sont remplacés par quatre champions de groupe dont trois qui sont directement promus, rejoints par le vainqueur d'un barrage entre les champions des deux groupes restants. Les groupes dont les vainqueurs doivent disputer un barrage varient selon les saisons.

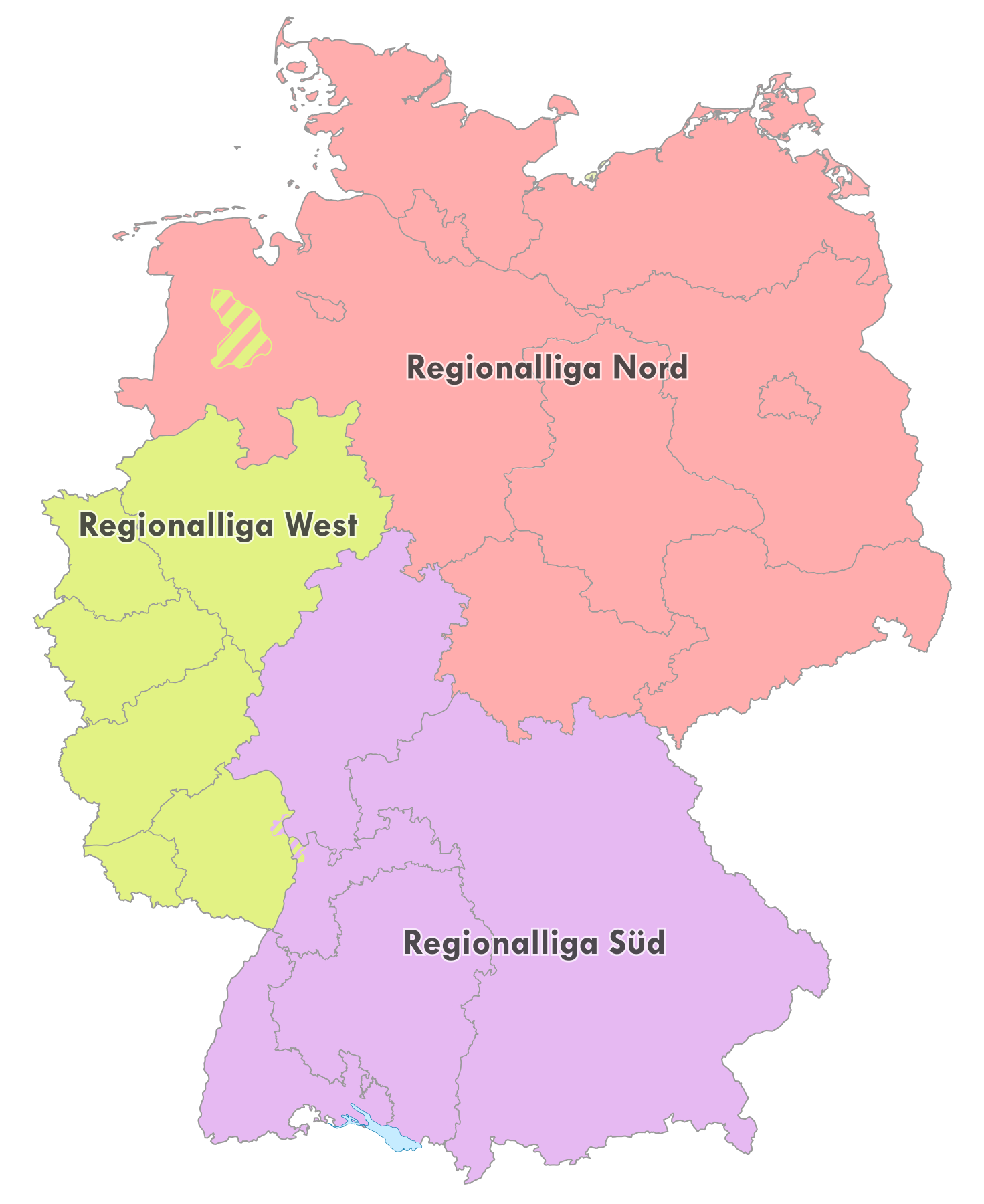
Les Regionalligen de 2008 à 2012

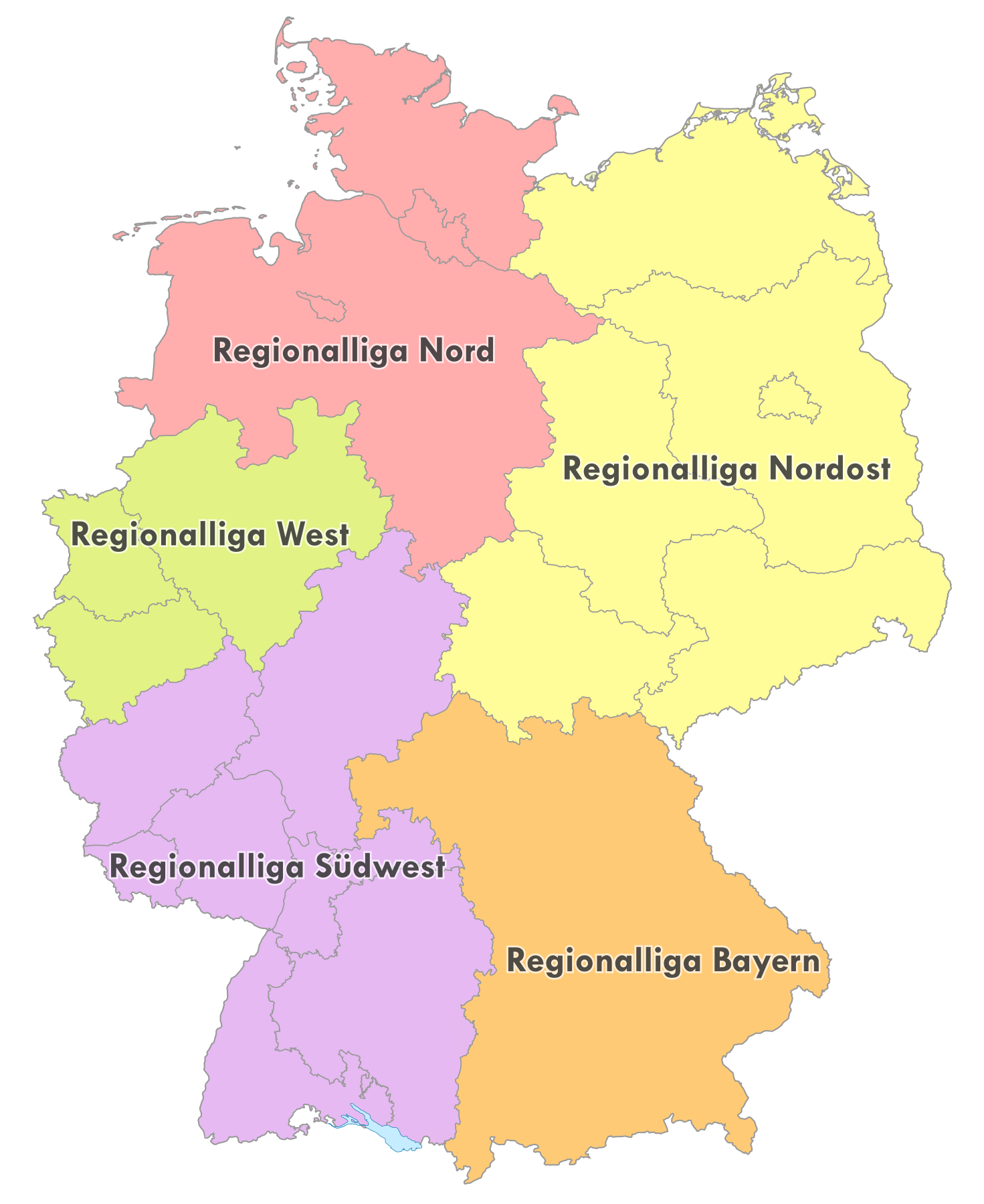
Les Regionalligen, depuis 2012

|  |  |

## Palmarès
Le tableau suivant présente le palmarès de la 3. Liga depuis sa création. Les clubs en lettres grasses ont obtenu leur promotion en 2. Bundesliga.
| Saison    | Vainqueur                 | Deuxième              | Troisième             |
| --------- | ------------------------- | --------------------- | --------------------- |
| 2008-2009 | 1. FC Union Berlin        | Fortuna Düsseldorf    | SC Paderborn 07       |
| 2009-2010 | VfL Osnabrück             | FC Erzgebirge Aue     | FC Ingolstadt 04      |
| 2010-2011 | Eintracht Brunswick       | FC Hansa Rostock      | 1. FC Dynamo Dresde   |
| 2011-2012 | SV Sandhausen             | VfR Aalen             | SSV Jahn Ratisbonne   |
| 2012-2013 | Karlsruher SC             | DSC Arminia Bielefeld | VfL Osnabrück         |
| 2013-2014 | 1. FC Heidenheim 1846     | RB Leipzig            | SV Darmstadt 98       |
| 2014-2015 | DSC Arminia Bielefeld     | MSV Duisbourg         | SV Holstein Kiel      |
| 2015-2016 | SG Dynamo Dresde          | FC Erzgebirge Aue     | FC Würzburger Kickers |
| 2016-2017 | MSV Duisbourg             | SV Holstein Kiel      | SSV Jahn Ratisbonne   |
| 2017-2018 | 1. FC Magdebourg          | SC Paderborn 07       | Karlsruher SC         |
| 2018-2019 | VfL Osnabrück (2)         | Karlsruher SC         | SV Wehen Wiesbaden    |
| 2019-2020 | Bayern Munich II          | FC Würzburger Kickers | Eintracht Brunswick   |
| 2020-2021 | SG Dynamo Dresde (2)      | FC Hansa Rostock      | FC Ingolstadt 04      |
| 2021-2022 | 1. FC Magdebourg (2)      | Eintracht Brunswick   | 1. FC Kaiserslautern  |
| 2022-2023 | SV Elversberg             | SC Fribourg II        | VfL Osnabrück         |
| 2023-2024 | SSV Ulm 1846 Fußball      | SC Preußen Münster    | SSV Jahn Ratisbonne   |
| 2024-2025 | DSC Arminia Bielefeld (2) | SG Dynamo Dresde      | 1. FC Sarrebruck      |
| 2025-2026 |                           |                       |                       |

1. ↑  En tant que réserve, le Bayern Munich II est inéligible à la promotion en 2. Bundesliga. L'équipe classée 3e est directement promue, tandis que le FC Ingolstadt 04, 4e, dispute les barrages de promotion mais échoue à obtenir la promotion en 2e division.
2. ↑  En tant que réserve, le SC Fribourg II est inéligible à la promotion en 2. Bundesliga. L'équipe classée 3e est directement promue, tandis que le SV Wehen Wiesbaden, 4e, dispute les barrages de promotion et parvient à obtenir la promotion en 2e division.